# Llop el Protoespatari
Llop el Protoespatari (o en llatí, Lupus Protospatarius Barensis) va ser el reputat autor del Rerum in Regno Neapolitano Gestarum Breve Chronicon, una precisa història del Mezzogiorno italià que va des de l'any 805 al 1102. Li ha estat reconeguda aquesta autoria només des del segle xvii.
Llop, juntament amb altres cronistes bariotes, els autors anònims d'Annales Barensis i d'Anonymi Barensis Chronicon, empraren uns antics annals perduts de Bari que narraven successos fins al 1051. Guillem d'Apúlia sembla haver usat aquests mateixos annals com fonts la seva obra. Llop el Protoespatari també va usar els annals perduts de Matera.
Potser el més característic de l'obra de Llop és la forma de datar la seva cronologia: els seus anys comencen en setembre, pel que situa esdeveniments succeïts al final d'un any determinat al començament de l'any següent.